# Otto Wagener
Otto Wagener, född 29 april 1888 i Durlach bei Karlsruhe, död 9 augusti 1971 i Chieming, var en tysk generalmajor. Wagener var i början av 1930-talet Adolf Hitlers rådgivare i ekonomiska frågor och år 1933 rikskommissarie för ekonomi.